# (13295) 1998 RE
(13295) 1998 RE là một tiểu hành tinh vành đai chính. Nó được phát hiện bởi Atsushi Sugie ở Dynic Astronomical Observatory Nhật Bản, ngày 2 tháng 9 năm 1998.